# Maria Anna av Bayern (1574–1616)
Maria Anna av Bayern, född 1574, död 1616, var en bayersk prinsessa, gift med den tysk-romerske kejsaren Ferdinand II.

## Biografi
Maria Anna var dotter till hertig Vilhelm V av Bayern och Renata av Lothringen. 
År 1600 gifte hon sig med sin kusin Ferdinand. Äktenskapet arrangerades för att förnya och bekräfta de gamla förbindelserna mellan Bayern och Österrike, som sedan länge tillhörde en permanent prioritering för huset Habsburg. Maria Anna beskrivs som en tillbakadragen och undergiven karaktär som lät maken dominera och levde i hans skugga. Hon var inte aktiv eller engagerad i politiken. Hon ska ha varit mycket from och ha åhört flera mässor per dag.
Barn:
1. Johan Karl (1605–1619)
2. Ferdinand III (1608–1657)
3. Maria Anna (1610–1665; gift med Maximilian I av Bayern)
4. Cecilia Renata (1611–1644; gift med Vladislav IV av Polen)
5. Leopold Wilhelm (1614–1662; biskop)
6. Christina (död ung)